# Prima Divisione 1935-1936 (pallacanestro femminile)
La Prima Divisione 1935-1936 è stato il secondo livello del settimo campionato italiano di pallacanestro femminile.
Le squadre iscritte sono state suddivise su base regionale.

## Girone Lazio
Il girone laziale è stato vinto dalla Lazio.

### Classifica
|  |    | Classifica finale 1936 | Pt | G | V | P | PtF | PtS |
|  | -- | ---------------------- | -- | - | - | - | --- | --- |
|  | 1. | Lazio                  | 8  | 4 | 4 | 0 | 44  | 13  |
|  | 2. | Parioli Roma           | 5  | 4 | 1 | 3 | 41  | 34  |
|  | 3. | Roma*                  | 4  | 4 | 1 | 3 | 20  | 67  |

- * un punto di penalità per rinuncia

## Girone Sicilia

### Prima eliminatoria
La Canottieri Palermo vince il girone che comprende anche il GUF Messina, il Comando Federale di Catania e il Comando Federale di Palermo.

## Fase Nazionale

### Seconda eliminatoria
La Pallacanestro Napoli perde a tavolino l'andata per la posizione irregolare di una giocatrice. Napoli qualificata per il turno successivo.
| Napoli 28 giugno 1936 | Pallacanestro Napoli | 0 – 2 (a tavolino) | Canottieri Palermo |  |

| Palermo 5 luglio 1936 | Canottieri Palermo | 2 – 23 | Pallacanestro Napoli |  |